# Carril (La Coruña)
Carril (llamada oficialmente O Carril) es una aldea española situada en la parroquia de Crendes, del municipio de Abegondo, en la provincia de La Coruña, Galicia.

## Demografía
| Gráfica de evolución demográfica de Carril entre 1999 y 2018 |
|                                                              |
| Datos según el nomenclátor publicado por el INE.             |